# Internationale Gesellschaft für Arthroskopie, Kniechirurgie und orthopädische Sportmedizin
Die Internationale Gesellschaft für Arthroskopie, Kniechirurgie und orthopädische Sportmedizin (International Society of Arthroscopy, Knee Surgery and Orthopaedic Sports Medicine, ISAKOS) ist eine internationale medizinische Fachgesellschaft mit rund 4.000 Mitgliedern. Zu den Mitgliedern zählen vor allem Orthopäden, sowie Sportwissenschaftler, Sportmediziner und Sportphysiotherapeuten. Die Mitglieder stammen aus etwa 92 verschiedenen Ländern und sind Mitglieder ihrer regionalen sport-orthopädischen Gesellschaften oder ähnlicher Vereinigungen. Mitglieder können auch mit ihrer globalen regionalen sport-orthopädischen Gesellschaft wie der Arthroscopy Association of North America (AANA), der American Orthopaedic Society for Sports Medicine (AOSSM), der Asia-Pacific Knee, Arthroscopy and Sports Medicine Society (APKASS) verbunden sein, insbesondere die European Society for Sports Traumatology, Knee Surgery and Arthroscopy (ESSKA) und die Sociedad Latinoamericana de Artroscopia, Rodilla y Deporte(SLARD).
Der Zweck von ISAKOS ist es, als Dachverband für diese regionalen Gesellschaften zu fungieren, um ein Mittel für den Wissensaustausch zwischen ihnen bereitzustellen und vor allem die Ausbildung in den Bereichen Kniechirurgie und Sportorthopädie in den Regionen der Welt zu fördern, in denen solche Fortbildungsangebote fehlen. ISAKOS erreicht diese Ziele durch die Beteiligung von Mitgliedern an Fortbildungstreffen, das Sponsoring von Besuchen von Chirurgen aus ärmeren Ländern in Exzellenzzentren, sowie andere Auszeichnungen, Stipendien und Unterstützung regionaler Treffen.

## Geschichte
ISAKOS entstand 1995 in Hongkong als Zusammenschluss der beiden weitgehend deckungsgleichen Vorläufer-Organisationen, der International Arthroscopy Association (IAA) und der International Society of the Knee (ISK), auf deren gemeinsamem Kongress. Der erste Präsident von ISAKOS war Peter J. Fowler aus Kanada in den Jahren 1995 bis 1997.
Alle zwei Jahre findet ein internationaler Fach-Kongress statt.
Für die Amtszeit 2015–17 wurde die Gesellschaft von Philippe Neyret aus Frankreich geleitet, gefolgt von Marc Safran aus den USA von 2017–2019 und Willem van der Merwe aus Südafrika von 2019-21. Vorsitzender der Gesellschaft ist bis 2023 Guillermo Arce aus Argentinien.

## Mitgliedschaft
ISAKOS ist eine internationale Gesellschaft von Personen, die sich für Sportorthopädie und die damit verbundenen Bereiche der Medizin und Wissenschaft interessieren. Dazu gehören die Kniechirurgie, die arthroskopische Chirurgie aller Gelenke und die orthopädische Sportmedizin. Es ist üblich, dass diejenigen, die sich um eine Mitgliedschaft bewerben, auch Mitglied in einem der großen regionalen Verbände sind. Dies sind die Arthroscopy Association of North America (AANA), die American Orthopaedic Society for Sports Medicine (AOSSM), die Asia-Pacific Knee, Arthroscopy and Sports Medicine Society (APKASS), die European Society for Sports Traumatology, Knee Surgery and Arthroscopy (ESSKA) und der Sociedad Latinoamericana de Artroscopia, Rodilla y Deporte (SLARD). Mitglieder sind auch Mitglieder ihrer regionalen oder nationalen orthopädischen sportmedizinischen Gesellschaft (oder einer gleichwertigen Gesellschaft). Tatsächlich können Mitglieder dieser Verbände sofort auf Antrag eine außerordentliche Mitgliedschaft bei ISAKOS erlangen.
Es gibt zwei primäre Mitgliedschaftskategorien:
- Assoziierte Mitglieder: Teilnahmeberechtigt sind Interessenten oder Befähigte aus den Bereichen Medizin oder Naturwissenschaften mit Interesse an Arthroskopie, Kniechirurgie und orthopädischer Sportmedizin. Diese Mitglieder sind nicht stimmberechtigt und nicht wählbar.
- Aktive Mitglieder: Personen, die in ihrem Heimatland als Orthopäde, Muskel-Skelett-Chirurg, Rheumatologe oder gleichwertig qualifiziert sind und in ihrem nationalen oder regionalen Verband einen guten medizinischen Ruf haben, wie vom Mitgliedschaftsausschuss der ISAKOS festgelegt. Aktive Mitglieder sind bei allen Mitgliederversammlungen stimmberechtigt und berechtigt, Ämter in der Gesellschaft zu bekleiden. Die aktive Mitgliedschaft wird in Erwartung einer Antragsprüfung bei einer Sitzung des Mitgliedschaftsausschusses zuerkannt. Der Mitgliedschaftsausschuss trifft sich auf allen jährlichen AAOS-Treffen und auf ISAKOS-Kongressen.

## Preise und Stipendien
Um Spitzenleistungen in der Forschung zu fördern und diejenigen zu belohnen, die zum Wohle der Gesellschaft gearbeitet haben, bietet ISAKOS eine Reihe von Auszeichnungen an. Diese Preise gelten für Originalarbeiten in den verschiedenen Kategorien, die für den alle zwei Jahre stattfindenden Kongress eingereicht werden. Die Auszeichnungen werden auf dem Kongress verliehen und im Gesellschafts-Newsletter und auf der ISAKOS-Website bekannt gegeben.
Viele der Auszeichnungen ehren prominente gegenwärtige und ehemalige ISAKOS-Mitglieder und ehemalige bemerkenswerte führende Persönlichkeiten der Sportchirurgie, während andere finanzielle Unterstützung für Forschung, Stipendien und die Teilnahme an verschiedenen von ISAKOS gesponserten Tagungen bieten.
In Übereinstimmung mit der grundlegenden Mission von ISAKOS wird der Unterstützung von Forschung und Stipendien für Einzelpersonen aus Ländern, in denen solche Möglichkeiten sonst möglicherweise nicht verfügbar gewesen wären, ein gewisser Vorzug gegeben.
Zu diesen Auszeichnungen gehören:
- John J. Joyce Award – Für die beste Arthroskopiearbeit
- Richard B. Caspari Award – Für die beste Arbeit im Bereich der oberen Extremität
- Jan I. Gillquist Scientific Award – Für die beste wissenschaftliche Arbeit
- Gary G. Poehling Award – Für die beste Ellbogen-, Handgelenk- und Handarbeit
- Albert Trillat Young Investigator's Award – Für den besten jungen klinischen Forscher
- Achilles Orthopaedic Sports Medicine Research Award – Für die beste sportmedizinische Forschungsarbeit
- Paolo-Aglietti-Preis – Für die beste Forschungsarbeit im Bereich der Knieendoprothetik
- Der Patellofemoral Research Excellence Award – Für die beste patellofemorale Forschungsarbeit

### Stipendien
- Globales ISAKOS-Reisestipendium
- Das patellofemorale Reisestipendium
- Stipendium der International Sports Medicine Fellows Conference
- Stipendium der Fortbildungszentren
- ISAKOS Clinical Funded Research Session
- ISAKOS Young Investigator's Scholarship & Research Mentoring Program

Bewerbungen für diese Auszeichnungen und Stipendien sollten in der Regel ein Jahr vor dem alle zwei Jahre stattfindenden Kongress eingereicht werden.

## Fortbildungsaktivitäten
Der Schwerpunkt von ISAKOS liegt in der Ausbildung in den Bereichen orthopädische Sportmedizin, Arthroskopie und Kniechirurgie. Es erreicht dieses Ziel durch 4 Mittel; der alle zwei Jahre stattfindende ISAKOS-Kongress, fokussierte Konsensustreffen von Experten, die zu einer Veröffentlichung führen, Lehrkurse und chirurgische Techniken, die auf der ISAKOS-Website verfügbar sind, sowie die Teilnahme an vielen anderen Kursen mit ähnlicher Fortbildungsabsicht auf der ganzen Welt. ISAKOS ermöglicht auch das Branding von Stipendienprogrammen und unterstützt finanziell bestimmte lehrreiche Reisestipendien.

### Der Zweijährliche Kongress
Dies ist die wichtigste Veranstaltung im ISAKOS-Kalender und viele Aktivitäten konzentrieren sich auf die Planung und Organisation dieses internationalen Kongresses. Viele der ISAKOS-Ausschüsse haben unter der Aufsicht des Programmausschusses und des Programmvorsitzenden zu Struktur, Format und Inhalt des Kongresses beigetragen. Der Kongress ist ein Forum für freie Vorträge, deren Abstracts sind in der Regel 12 Monate im Voraus einzureichen. Es gibt einen starken Wettbewerb um die Annahme von Beiträgen für Podiumspräsentationen, was die Qualität des Programms sicherstellt.
Darüber hinaus umfasst der Kongress auch Lehrkurse zu bestimmten Themen, die von internationalen Experten geleitet werden, sowie Symposien zu Themen von aktuellem Interesse. In den letzten Jahren wurde der Kongress um chirurgische Live-Demonstrationen und „Hands-on-Workshops“ erweitert.
Posterpräsentationen werden jetzt elektronisch präsentiert und die Delegierten erhalten eine elektronische Kopie davon mit ihrer Anmeldung. Vor kurzem hat der Kongress auch eine spezielle App zur Verfügung gestellt, die es den Delegierten ermöglicht, eine Vorschau der Abstracts anzuzeigen und ihre Teilnahme am Kongress zu planen.
Der Kongress umfasst auch Sitzungen für Debatten zu aktuellen Themen, Industrieausstellungen und Zeit für Networking, das für die Entwicklung internationaler beruflicher Kontakte und Bekanntschaften sehr wichtig ist.
Der alle zwei Jahre stattfindende ISAKOS-Kongress gilt als eines der führenden internationalen Treffen der orthopädischen Gesellschaft. Es bietet den Teilnehmern eine einzigartige Gelegenheit, sich in den neuesten Fortschritten der Arthroskopie, Kniechirurgie und Sportmedizin auszutauschen, zu diskutieren und zu lernen. Das Treffen findet in der Regel für insgesamt fünf Tage in den Monaten Mai oder Juni statt. Während dieses Treffens werden mehrere ISAKOS-Auszeichnungen für herausragende klinische Forschung oder Laborforschung verliehen. Das letzte „in-person“ ISAKOS-Meeting fand 2019 in Cancun Mexico. Aufgrund der Corona-Pandemie wurde das ISAKOS-Meeting 2021 auf die Tage 27. – 28.11.2021 verschoben und in einem digitalen Onlineformat abgehalten.
ISAKOS unterstützt und arbeitet das ganze Jahr über auch bei mehreren anderen Treffen mit, die sich auf Knieverletzungen oder andere sportbezogene Interessengebiete konzentrieren. Darüber hinaus bietet die Gesellschaft die Akkreditierung für zahlreiche andere Bildungskurse auf der ganzen Welt an.

### Fokussierte Expertenkonsensustreffen
Die klinischen Komitees von ISAKOS setzen sich aus multinationalen Mitgliedern mit gemeinsamen Interessen zusammen. Dies bietet ein ideales Forum für Diskussionen und oft Lösungen für viele Probleme, die für dieses Fachgebiet relevant sind. Häufig beruft der Ausschuss eine Sitzung ein, um ein bestimmtes Problem zu lösen oder ein bestimmtes Thema zu erörtern. Experten aus der ganzen Welt, ob ISAKOS-Mitglieder oder nicht, werden zu diesen Treffen eingeladen, um einen Konsens zu erzielen.
Diese Konsensustreffen führen in der Regel zu einer Veröffentlichung zu dem diskutierten Thema. Ein solcher internationaler Konsensus zu einem kontroversen Thema ist eine viel durchdachtere Lösung eines Problems als die Meinung eines einzelnen Experten.
Den Mitgliedern stehen eine Reihe von ISAKOS-Publikationsorganen zur Verfügung, um eben diese Ergebnisse zu veröffentlichen.

### Fortbildungsvorträge und Videos zu Operationstechniken
Über die ISAKOS-Website und den Global-Link können Mitglieder viele Lehrvideos zu aktuellen Themen ansehen. Videos zu Operationstechniken sind ebenfalls verfügbar. Viele davon wurden während früherer Kongresssitzungen aufgezeichnet und andere wurden von einzelnen Chirurgen zugunsten der ISAKOS-Mitglieder bereitgestellt.

### ISAKOS zertifizierte Kurse
Regionale Gesellschaften haben ihre lokalen Treffen, die ihre Mitglieder und andere Delegierte aus der Region oder aus anderen Ländern anziehen. Diese regionalen Gesellschaften können bei ISAKOS die Genehmigung ihres Programms beantragen. Dieses wird vom wissenschaftlichen Beirat beurteilt und kann bei erteilter Zulassung von der jeweiligen Gesellschaft ausgeschrieben werden.